# 中村隼
中村 隼（なかむら はやと、1991年11月18日 - ）は、埼玉県出身のサッカー選手。ポジションはゴールキーパー（GK）。

## 来歴
高校生年代では、浦和レッズユースに所属。また、U-18日本代表にも招集されていた。浦和でのトップ昇格はならなかったが、2010年1月、J1（当時）のモンテディオ山形への加入が発表された。
なお浦和レッズユースから直接、J1に所属するクラブに新卒として加入するのはクラブ史上、中村が初めてとなった。
2014年、V・ファーレン長崎へ期限付き移籍する。
2016年11月1日、未成年男子の写真を外部から入手しインターネット上に転載した疑い（児童買春、児童ポルノに係る行為等の規制及び処罰並びに児童の保護等に関する法律違反容疑）で京都府警察本部に逮捕された。11月21日に略式起訴されて京都簡易裁判所で罰金30万円の判決が下り、11月25日に山形から契約解除処分を受けた。また管理監督不行き届きにより代表取締役社長の森谷俊雄ら3人が減俸・減給処分となった。
2017年、タイ4部のノンタブリ―FCへ移籍。

## 所属クラブ
ユース経歴
- 武南ジュニアユースFC
- 2007年 - 2009年 浦和レッズユース (大宮南高等学校)

プロ経歴
- 2010年 - 2016年  モンテディオ山形
  - 2014年  V・ファーレン長崎 (期限付き移籍)
- 2017年  ノンタブリーFC

## 個人成績
| 国内大会個人成績 | 国内大会個人成績 | 国内大会個人成績 | 国内大会個人成績 | 国内大会個人成績 | 国内大会個人成績 | 国内大会個人成績 | 国内大会個人成績 | 国内大会個人成績 | 国内大会個人成績 | 国内大会個人成績 | 国内大会個人成績 |
| 年度             | クラブ           | 背番号           | リーグ           | リーグ戦         | リーグ戦         | リーグ杯         | リーグ杯         | オープン杯       | オープン杯       | 期間通算         | 期間通算         |
| 年度             | クラブ           | 背番号           | リーグ           | 出場             | 得点             | 出場             | 得点             | 出場             | 得点             | 出場             | 得点             |
| 日本             | 日本             | 日本             | 日本             | リーグ戦         | リーグ戦         | リーグ杯         | リーグ杯         | 天皇杯           | 天皇杯           | 期間通算         | 期間通算         |
| ---------------- | ---------------- | ---------------- | ---------------- | ---------------- | ---------------- | ---------------- | ---------------- | ---------------- | ---------------- | ---------------- | ---------------- |
| 2010             | 山形             | 30               | J1               | 0                | 0                | 0                | 0                | 0                | 0                | 0                | 0                |
| 2011             | 山形             | 30               | J1               | 0                | 0                | 0                | 0                | 0                | 0                | 0                | 0                |
| 2012             | 山形             | 16               | J2               | 0                | 0                | -                | -                | 1                | 0                | 1                | 0                |
| 2013             | 山形             | 16               | J2               | 0                | 0                | -                | -                | 0                | 0                | 0                | 0                |
| 2014             | 長崎             | 21               | J2               | 7                | 0                | -                | -                | 1                | 0                | 8                | 0                |
| 2015             | 山形             | 21               | J1               | 0                | 0                | 0                | 0                | 0                | 0                | 0                | 0                |
| 2016             | 山形             | 21               | J2               | 0                | 0                | -                | -                | 0                | 0                | 0                | 0                |
| 通算             | 日本             | 日本             | J1               | 0                | 0                | 0                | 0                | 0                | 0                | 0                | 0                |
| 通算             | 日本             | 日本             | J2               | 7                | 0                | -                | -                | 2                | 0                | 9                | 0                |
| 総通算           | 総通算           | 総通算           | 総通算           | 7                | 0                | 0                | 0                | 2                | 0                | 9                | 0                |

## 代表歴
- U-16日本代表(2007年)
- U-17日本代表(2008年)
- U-18日本代表(2009年)
  - AFC U-19選手権2010 予選 グループF 1位